# Hornstedtia rumphii
Hornstedtia rumphii är en enhjärtbladig växtart som först beskrevs av James Edward Smith, och fick sitt nu gällande namn av Theodoric Valeton. Hornstedtia rumphii ingår i släktet Hornstedtia och familjen Zingiberaceae. Inga underarter finns listade i Catalogue of Life.